# Donna Anderson
Donna Anderson, nata Donna Knaflich (Gunnison, 5 settembre 1939), è un'attrice statunitense.
È figlia di Wenona Hanly-Knaflich e di Louis John Knaflich.

## Filmografia parziale

### Cinema
- L'ultima spiaggia (On the Beach), regia di Stanley Kramer (1959)
- ...e l'uomo creò Satana (Inherit the Wind), regia di Stanley Kramer (1960)
- Deadhead Miles, regia di Vernon Zimmerman (1972)
- Reflections of Passion, regia di Brooks Wachtel (1975)

### Televisione
- The Travels of Jaimie McPheeters – serie TV, 13 episodi (1963-1964)
- The Lieutenant – serie TV, episodio 1x28 (1964)
- Gunsmoke – serie TV, 1 episodio (1964)
- Ben Casey – serie TV, 1 episodio (1965)
- La casa nella prateria (Little House on the Prairie) – serie TV, 1 episodio (1975)
- L'incredibile Hulk (The Incredible Hulk) – serie TV, 1 episodio (1981)
- A-Team (The A-Team) – serie TV, 1 episodio (1984)
- La signora in giallo (Murder, She Wrote) – serie TV, episodio 1x04 (1984)